# Lestrade-et-Thouels

Lestrade-et-Thouels este o comună în departamentul Aveyron din sudul Franței. În 1 ianuarie 2022 avea o populație de 442 de locuitori.